# Paradoxosomatidae
Famille

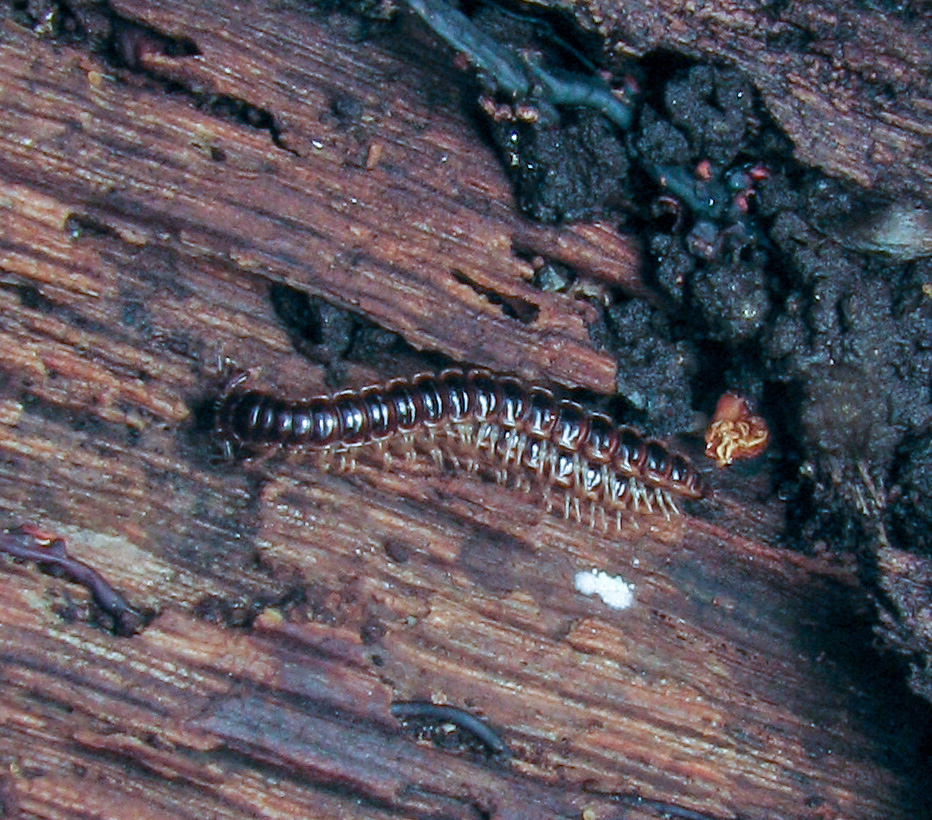
Oxidus gracilis.

Les Paradoxosomatidae sont une famille de diplopodes.

## Liste des genres
Selon Catalogue of Life (27 novembre 2015) :
- genre Agnesia
- genre Akamptogonus
- genre Aklerobunus
- genre Akribosoma
- genre Alogolykus
- genre Anaclastopus
- genre Anaulacodesmus
- genre Annamina
- genre Anoplodesmus
- genre Antheromorpha
- genre Antichiropus
- genre Aponedyopus
- genre Archicladosoma
- genre Armolites
- genre Arthrogonopus
- genre Aschistodesmus
- genre Astromontosoma
- genre Atropisoma
- genre Aulacoporus
- genre Australiosoma
- genre Australodesmus
- genre Boreohesperus
- genre Boreviulisoma
- genre Borneochiropus
- genre Borneonina
- genre Brasilogonopus
- genre Brochopeltis
- genre Broelemannopus
- genre Caloma
- genre Campsogon
- genre Carinorthomorpha
- genre Carvalhodesmus
- genre Catharosoma
- genre Cawjeekelia
- genre Celebestia
- genre Centrodesmus
- genre Ceylonesmus
- genre Ceylonpeltis
- genre Chamberlinius
- genre Chapanella
- genre Chinosoma
- genre Chondromorpha
- genre Ciliciosoma
- genre Cladethosoma
- genre Cleptomorpha
- genre Cnemodesmella
- genre Cnemodesmina
- genre Cnemodesmus
- genre Congolina
- genre Curiosoma
- genre Dajakina
- genre Delarthrum
- genre Dendrogonopus
- genre Desmolius
- genre Desmoxytes
- genre Desmoxytoides
- genre Dicladosoma
- genre Dicladosomella
- genre Dicranogonus
- genre Diglossosternoides
- genre Diglossosternum
- genre Duseviulisoma
- genre Dyseviulisoma
- genre Dysmathogonus
- genre Dysthymus
- genre Echinopeltis
- genre Ectodesmus
- genre Enghoffosoma
- genre Ergethus
- genre Eroonsoma
- genre Eucatharosoma
- genre Eudasypeltis
- genre Euphyodesmus
- genre Eustrongylosoma
- genre Eviulisoma
- genre Geniculodesmus
- genre Gigantomorpha
- genre Gigantowales
- genre Gonobelus
- genre Gonodrepanoides
- genre Gonodrepanum
- genre Grammorhabdus
- genre Graphisternum
- genre Gyrodrepanum
- genre Habrodesmella
- genre Habrodesmoides
- genre Habrodesmus
- genre Haplochiropus
- genre Haplogonomorpha
- genre Haplogonosoma
- genre Harpagomorpha
- genre Hedinomorpha
- genre Helicopodosoma
- genre Helicopodosomella
- genre Helicorthomorpha
- genre Hemigonodrepanum
- genre Heterocladosoma
- genre Himantogonus
- genre Himatiopus
- genre Hindomorpha
- genre Hirtodrepanum
- genre Hoffmanina
- genre Hoplatessara
- genre Hoplatessaropus
- genre Hoplatria
- genre Hylaiopus
- genre Hylomus
- genre Inversispina
- genre Isocladosoma
- genre Iulidesmus
- genre Jonespeltis
- genre Julidesmus
- genre Kalimantanina
- genre Kansupus
- genre Karpathomorpha
- genre Kaschmiriosoma
- genre Kochliopus
- genre Koreadesmus
- genre Kronopolites
- genre Laterogonopus
- genre Leiozonius
- genre Leucotessara
- genre Liliputia
- genre Lohmanderodesmus
- genre Lundacus
- genre Lundasoma
- genre Luzonomorpha
- genre Malayorthomorpha
- genre Mandarinopus
- genre Margaritosoma
- genre Martensosoma
- genre Mestosoma
- genre Metonomastus
- genre Microdesminus
- genre Mimosoma
- genre Mjoebergodesmus
- genre Mogyella
- genre Mogyosoma
- genre Montesecaria
- genre Morogosoma
- genre Myallosoma
- genre Myrmekia
- genre Nasmodesosoma
- genre Nearctoma
- genre Nedyopus
- genre Nepalomorpha
- genre Nesodyopus
- genre Nesorthomorpha
- genre Nothrosoma
- genre Notodesmus
- genre Oligodesmus
- genre Onciurosoma
- genre Oncocladosoma
- genre Opisthodolichopus
- genre Orangutana
- genre Orocladosoma
- genre Orophosoma
- genre Orthomorpha
- genre Orthomorphella
- genre Otoplacosoma
- genre Oxidus
- genre Pagioprium
- genre Paitomus
- genre Papuosoma
- genre Paracatharosoma
- genre Paradesmus
- genre Paradoxosoma
- genre Paranedyopus
- genre Paraustraliosoma
- genre Parawalesoma
- genre Parchondromorpha
- genre Parorthomorpha
- genre Partelsodolichus
- genre Parwalesoma
- genre Paternostrana
- genre Periballopus
- genre Perittogonopus
- genre Perittotresis
- genre Pernambucosoma
- genre Perusoma
- genre Phaeodesmus
- genre Phyllocladosoma
- genre Piccola
- genre Pleonaraius
- genre Pleuroporodesmus
- genre Pocockina
- genre Podochresimus
- genre Pogonosternum
- genre Polydesmopeltis
- genre Polydrepanum
- genre Polylobosoma
- genre Porcullosoma
- genre Pratinus
- genre Prionopeltis
- genre Promestosoma
- genre Pseudogonodrepanum
- genre Pseudostrongylosoma
- genre Pyragrogonus
- genre Rhopalowales
- genre Riukiupeltis
- genre Sapamorpha
- genre Scolodesmus
- genre Selminosoma
- genre Serangodes
- genre Shelleyomorpha
- genre Sichotanus
- genre Sigipinius
- genre Silvattia
- genre Simplogonomorpha
- genre Solaenodolichopus
- genre Solomonosoma
- genre Somethus
- genre Sphalmatogonus
- genre Stosatea
- genre Strandiellus
- genre Streptocladosoma
- genre Streptogonopus
- genre Strongylosoma
- genre Stygiochiropus
- genre Substrongylosoma
- genre Sulciferus
- genre Sumatreonina
- genre Sundanina
- genre Sundaninella
- genre Suohelisoma
- genre Tectoporus
- genre Telodrepanum
- genre Tetracentrosternus
- genre Tetrarthrosoma
- genre Thalatthipurus
- genre Tholerosoma
- genre Titschackia
- genre Tonkinosoma
- genre Topalosoma
- genre Touranella
- genre Trachydesmus
- genre Tridactylogonus
- genre Trogodesmus
- genre Tropisoma
- genre Tylopus
- genre Varyomorpha
- genre Vaulogerodesmus
- genre Vietnamorpha
- genre Walesoma
- genre Wubidesmus
- genre Xanthodesmus
- genre Xenosoma
- genre Xiphidiogonus
- genre Yuennanina